# Campionat Nacional Dante Berretti
El Campionat Nacional Dante Berretti (o simplement Campionat Berretti) és una competició de futbol d'Italià on juguen els equips juvenils (menors de 20 anys) de clubs de la Serie C. Serie A, Serie B i clubs de la Serie D són admesos després de fer una sol·licitud (tot i que la Serie A i Serie B solen matricular equips de menors de 19 anys, mentre que els sub-20 juguen al Campionat Primavera). La primera edició es va celebrar a la temporada 1966-67 pels clubs de la Serie C només, però la lliga va ser oberta a altres clubs el 1968/69, ja que el campionat adjudicat diversos trofeus pels guanyadors, normalment un campió de la Serie C i una pel campió de les altres categories. Del 1996-97 a 2003-04 només es va atorgar el premi a un sol guanyador.

## Palmarès

### Torneig "Dante Berretti"
| Any     | Campió de la Serie C | Campió de la Serie A/B | Campió de la Serie D |
| ------- | -------------------- | ---------------------- | -------------------- |
| 1966/67 | Casertana            |                        |                      |
| 1967/68 | Internapoli          |                        |                      |
| 1968/69 | Salernitana          |                        | Sangiovannese        |
| 1969/70 | Novara Calcio        |                        | Mestrina             |
| 1970/71 | Verbania             |                        | Trevigese            |
| 1971/72 | Pisa Calcio          | AC Milan               | Astimacombi          |
| 1972/73 | Padova               | Bologna                | Velletri Roma        |
| 1973/74 | Imperia              | Torino FC              | US Cremonese         |
| 1974/75 | Padova               | Torino FC              | Montebelluna         |
| 1975/76 | US Cremonese         | ACF Fiorentina         | Conegliano           |
| 1976/77 | Giulianova           | SS Lazio               | Forlì                |
| 1977/78 | Marsala              | Torino FC              | Conegliano           |
| 1978/79 | Como                 | ACF Fiorentina         | Irpinia              |
| 1979/80 | Teramo               | Inter                  | Sulmona              |
| 1980/81 | Juve Stabia          | Torino FC              | Irpinia              |
| 1981/82 | Carrarese            | AC Milan               |                      |
| 1982/83 | Montebelluna         | AC Milan               |                      |
| 1983/84 | Giulianova           | Inter                  |                      |
| 1984/85 | Giulianova           | AC Milan               |                      |
| 1985/86 | Lodigiani Roma       | Torino FC              |                      |
| 1986/87 | Angizia Luco         | Avellino               |                      |
| 1987/88 | Trento               | Torino FC              |                      |
| 1988/89 | R.M. Firenze         | Torino FC              |                      |
| 1989/90 | Lucchese             | AC Milan               |                      |
| 1990/91 | Carpi                | Inter                  |                      |
| 1991/92 | Catanzaro            | Torino FC              |                      |

### Campionat Nacional Juniors Torneig "Dante Berretti"
| Any       | Campió de la Serie A/B/D | Campió de la Serie C |
| --------- | ------------------------ | -------------------- |
| 1992/93   | Cosenza                  | Leffe                |
| 1993/94   | AC Milan                 | Nola                 |
| 1994/1995 | AC Cesena                | Leffe                |
| 1995/96   | Avellino                 | Lodigiani            |

### Campionat Nacional "Dante Berretti"
| Any     | Campió de la Serie A/B/D | Campió de la Serie C |
| ------- | ------------------------ | -------------------- |
| 1996/97 | Casarano                 |                      |
| 1997/98 | Lodigiani                |                      |
| 1998/99 | AC Siena                 |                      |
| 1999/00 | Battipagliese            |                      |
| 2000/01 | Palermo                  |                      |
| 2001/02 | Juventus FC              |                      |
| 2002/03 | Reggiana                 |                      |
| 2003/04 | Juventus FC              |                      |
| 2004/05 | Juventus FC              | SSC Napoli           |
| 2005/06 | Atalanta BC              | Giulianova           |
| 2006/07 | Torino FC                | Perugia              |